# セルゲイ・ラブロフ
セルゲイ・ヴィクトロヴィチ・ラブロフ（ロシア語: Серге́й Ви́кторович Лавро́в、ラテン文字表記の例：Sergey Viktorovich Lavrov、1950年3月21日 - ）は、ロシア連邦の政治家、外交官。2004年3月より外務大臣を務めている。他国の間では、強硬な外交姿勢を取ることで知られている。

## 来歴
1950年3月21日にソビエト連邦のロシア・ソビエト連邦社会主義共和国のモスクワに誕生する。1972年にモスクワ国際関係大学を卒業した後、ソビエト連邦外務省に入省する。同年に駐スリランカ大使館に勤務を命ぜられ、1976年に本省に戻って国際経済機関局、1981年にソビエト連邦国際連合代表部に勤務し、一等書記官となる。1988年に国際経済関係局副局長、1990年に国際機関・グローバル問題局長を歴任した。
1991年8月のクーデター後も外務省に籍を置き、1992年4月から1994年1月まで外務次官を務める。同年7月7日に国際連合大使に就任する。
2004年3月9日に安全保障会議書記に転出したイーゴリ・イワノフの後任として外務大臣に就任する。一貫して職業外交官の道を歩んできた点で前任者と共通のキャリアを持つが、そのイワノフがプリマコフの「ユーラシア構想」の後継者としてロシア連邦の国益の主張を強く打ち出す一方で、旧エリツィン・ファミリーとの関係も維持していた政治的な人物であったのに対して、ラブロフは政治色が弱く、ロシアの外交は当時のプーチン大統領の主導が一層強化されると観測された。
2020年1月に発足したミハイル・ミシュスティン内閣でも留任し、5代の内閣に渡って外務大臣を務めている。

## ギャラリー
- 日本の玄葉光一郎外相と（2012年7月28日）
- 左から、ロシアのセルゲイ・ショイグ国防相、ラブロフ、岸田文雄、稲田朋美（2017年3月20日）
- 米国のレックス・ティラーソンCIA長官と（2017年5月10日）
- 米国のマイク・ポンペオ国務長官と（2019年5月15日）
- アゼルバイジャンのイルハム・アリエフ大統領と（2021年5月10日）

## 外交姿勢

### 日本
2007年6月2日に外務大臣として初めて北方領土を視察した。北方領土問題で日本に対して敵国条項を度々援用し、「我々は（日本に）クリル諸島（北方領土）を渡さない。平和条約（締結）を日本側にねだる事もしない」などと常々発言している。
2022年9月28日には、第二次世界大戦時の大日本帝国軍をめぐり「日本の軍国主義の犯罪は時効がないものであり、忘れてはならない」と表明し、自らが現在進行形の戦争犯罪の当事者であることを棚に上げた発言ということもあり、大きな批判を浴びた。
なお、2022年3月1日、ウクライナ侵攻に伴う制裁の一環で日本国政府より資産凍結の対象者に指定されている。

### アメリカ合衆国
2014年2月のクリミア危機以降アメリカを強く牽制する姿勢を見せている。

### 2022年の活動
2022年2月24日に始まったロシアによるウクライナ侵攻の収拾をめぐり、翌3月10日にはウクライナのクレバ外相との間で侵攻後初の閣僚級会談を行ったが成果はなかった。記者会見では、前日のマリウポリにおける病院への爆撃をめぐり「患者はいなかった。病院は長年、ウクライナ軍の極右のネオナチ部隊に占拠されていた」と反論するなど、一貫してロシア側に非は無いとする立場を主張した。

### 反ユダヤ的問題発言とその反響
ウクライナの「非ナチ化」を掲げているにもかかわらず、反ユダヤ的発言を繰り返して国際的な非難を浴びている。またユダヤ教はロシアの宗教界のなかでも例外的にウクライナ侵攻を支持しておらず、モスクワの首席ラビであったピンカス・ゴールドシュミットは、2022年3月にロシアを脱出。同年12月末に、ロシア国内のユダヤ人に向けて「戦争によって引き起こされた苦難のため、ユダヤ人がスケープゴートになる」と警告、ロシア脱出を呼びかけている。

#### 2022年5月の発言
2022年5月1日、イタリアのテレビ局Rete4で放送されたインタビューで、ラブロフは「ゼレンスキー大統領がユダヤ人であることは、ウクライナがナチスの要素を持っていることを否定しない」とロシアによるウクライナ侵攻を正当化しつつ、「ヒトラーにもユダヤ人の血が流れていた。最悪の反ユダヤ主義者の中にはユダヤ人がいる」と付け加えた。
- これに対して、イスラエルはロシア大使を召還し、謝罪を要求。ラビド外相は「ラブロフ外相の発言は許し難く、言語道断の主張であると同時に、甚大な歴史誤認だ」と発言を非難した[14][15][16]。両国はこの問題について公に議論しないことで合意したが、ロシア外務省はラビド外相の発言に反発し「イスラエル政府が現在のウクライナのネオナチ政権を支持している理由を大部分で説明している」「日常生活や政治で、反ユダヤ主義は止められておらず、その反対に（ウクライナで）育っている」などと主張[17]。このため、ベネット首相は「このような嘘は、ユダヤ人に対して行われた歴史上最も恐ろしい犯罪をユダヤ人自身のせいにし、それによって抑圧者をその責任から解放するためのものだ 」「ホロコーストを政治的な打算で利用することは直ちに止めなければならない」とロシア当局に対する明確な批判をした[18]。
- ゼレンスキー大統領は「ロシアトップの外交官がナチスの罪をユダヤ人に押し付けている。ロシア政府が、第二次世界大戦のすべての教訓を忘れたか、最初から学んでいなかったかだ」とコメントしている[19]。
- 5月2日には世界ユダヤ人会議のロナルド・ローダー会長が「いかなる正当かつ許容範囲内のレトリックも超えており、嘆かわしく思う。ウクライナのゼレンスキー大統領はもとより、いかなるユダヤ人もヒトラーになぞらえることは青天の霹靂であり、ユダヤ人を反ユダヤ主義者として非難することは、最悪の反ユダヤ主義者やネオナチの思惑に食い込むものだ」として、ラブロフに発言の撤回を求めた[20]。
- 5月3日にはアメリカのブリンケン国務長官が、ラビド外相の指摘は完璧であり「このように卑劣で危険なレトリックに対して声を上げ、クレムリンの悪質な攻撃に直面しているウクライナを支援することが、世界には求められている」とツイートした[21]。また、問題発言が放送されたイタリアのドラギ首相は「イタリアにはロシアにはない表現の自由があり、たとえ常軌を逸した意見であってもラブロフがそれを表明する自由は認めている」としながらも、ヒトラーについての発言については「ジャーナリスティックな観点からすると、非常に良くない」と述べたことが報じられた[22][23]。
- 同日、ユコス元CEOのレオニード・ネフズリン（英語版）は、大臣が反ユダヤ主義の発言を行ったロシアが戦争終了後に孤立し貧困に陥ることを予測。歴史上で何度も起こったように「ロシア社会がユダヤ人に責任を負わせる」危険があるとして、ロシア国内のユダヤ人に向けてロシアからの脱出を呼びかけている[24][25]。
- 5月4日にはロシアのユダヤ人コミュニティ会長がインタビューに応じ「ゼレンスキー大統領の出自や適切な保護と信心深さを必要とする第二次世界大戦の歴史への言及は、世界の人々にとって未解決の傷であり、国際社会に破壊的影響をもたらす」として「ラブロフが過ちを認めてユダヤ人に謝罪する」ことで解決するのではないかと述べた[26]。

5月5日、プーチン大統領はイスラエルのベネット首相と電話会談し、ラブロフの発言について謝罪。ベネット首相は謝罪を受け入れたという。ベネット首相の事務所が公表した。

#### 2023年1月の発言
2023年1月18日、ラブロフはオンライン記者会見で「ナポレオンが実質的にすべてのヨーロッパを動員してロシア帝国に対抗したように、ヒトラーがヨーロッパ諸国の大多数を動員して占領し、ソビエト連邦に反対させたように、今や米国は連合を組織した」「ウクライナを巡るロシアに対する西側諸国の政策は、ユダヤ人に対するジェノサイドというナチスの『最終的解決』計画に似ている」と発言した。
- これに対し、ホワイトハウス国家安全保障会議（NSC）のカービー戦略広報調整官は「一体どうしてホロコーストになぞらえるのか。そもそも自分たちで始めた戦争ではないか」と厳しく指摘し、「反応する価値もない」と切り捨てた[32][33]。
- EUのジョセップ・ボレル欧州連合外務・安全保障政策上級代表は「（ラブロフの発言は）完全に見当違いであり、無礼であり、ホロコーストで組織的に殺害された 600 万人のユダヤ人とその他の犠牲者の記憶を踏みにじるものです」「これはラブロフ外相の以前の反ユダヤ主義的発言に追加されます」と声明で述べた[34]。
- イスラエル外務省は「現在の出来事をヒトラーのユダヤ人絶滅のための最終的な解決計画と比較したり関連付けたりすることは、歴史的真実をゆがめ、犠牲者と生存者の記憶を冒涜するものであり、強く拒否されるべきです。そのような比較は受け入れられません」と発言を非難した[35]。
- 欧州ユダヤ人会議のアリエル・ムジカント会長は「我々は、ラブロフ外相が民主主義国の連合の行動と、ヒトラーがユダヤ人600万人を迫害・殺害した『ユダヤの悲劇』との間に恥ずべき比較を行ったことに衝撃と呆れを覚えています」「これは最も基本的なレベルでのホロコーストの歪曲であり、我々はラブロフ氏に対し、明確に謝罪し、これらの発言を撤回するよう求めます」とコメントを出した[36]。
- エルサレムのヤド・ヴァシェムの館長であるダニ・ダヤンは「ロシアのラブロフ外相の最近の発言は、歴史的事実に対する無神経で妄信的な危険な誤解を表しており、断じて許されてはならない。これらは歴史を完全に歪曲し、ナチズムの犠牲者に対する冒涜である」とツイートした[37]。

## 人物
ロシア語、英語、フランス語、ディベヒ語、シンハラ語を話す。
ラブロフは熱心なスポーツマンである。テレビでサッカー試合を見るのが好きで、モスクワのクラブ、スパルタクの熱烈なファンである。1971年にマリア・ラブロワと結婚し、娘1人と孫2人がいる。娘のアカテリーナ・セルゲイヴナ・ラブロワは父が国連で働いていたときに米国とロンドンで暮らしており、コロンビア大学卒である。2014年までニューヨークに滞在し、ロシア国外での生活が長かったため、ロシア語は流暢でない。彼女はロシアの実業家アレクサンドル・ヴィノクロフと結婚している。
ロシアの外務大臣として、北方領土問題を抱える日本に対して厳しい姿勢を崩すことはないが、外務大臣として対峙した経験のある岸田文雄は自身の著書の中で、ラブロフ個人は親日家の面があるお酒好きの気の良いおじさんであると述べている。来日した際には早朝から築地の河岸に出かけて刺身と日本酒を嗜むほか、自身の誕生日である3月21日にはプライベートで来日することもあったという。
ラブロフは2000年代初頭からスヴェトラーナ・ポリアコワと愛人関係を持っていたとされる。彼女の娘、ポリーナ・コバレワは2016年、21歳の時にロンドンのエリート街ケンジントンのマンションを440万ポンドで購入した。彼女はインペリアル・カレッジ・ロンドンで修士号を取得している。2022年3月25日、英国政府は2月末のロシアによるウクライナ侵攻に伴い腐敗したロシアの利益に対する広範な制裁体制の一環として、「汚れた金」の疑いで彼女に制裁を科した。